# マモノミカドヤモリ
マモノミカドヤモリ（Mniarogekko chahoua）は、ヤモリ科イシヤモリ亜科に分類されるトカゲである。英名ではチャホウアジャイアント、モッシージャイアント、ババイジャイアントなど複数の名称がある。和名の由来は、種名chahouaが原産地であるニューカレドニアの言葉で「魔物」を意味することから来ており、本種の愛好家の間ではチャホウアと呼ばれている。
従来、本種はミカドヤモリ属（Rhacodactylus）に分類されていたが、分類を細分化するために、本種のみでMniarogekkoという新しい属に移されている。

## 分布域・形態
ニューカレドニア本島中部および南部、イル・デ・パンに分布する固有種である。
全長25センチメートル。頭胴長14.7センチメートル。吻端を覆う鱗（吻端板）と鼻孔が接する。体側面には襞があり、輪郭を不明瞭にし樹皮へ擬態するのに役立っている。体色は濃褐色や赤褐色、緑褐色、灰褐色で、暗色斑が入る。吻端が短い。眼は大型。
尾が発達しており、通常はゼンマイ状に巻いている。この尾は自切するが、元のように再生はせず、オウカンミカドヤモリのように、自切した尾の根元に玉状の組織が形成されるに留まる。

## 生態
滝の近くに棲み、高湿度な環境を好む。水辺にある地表4メートル以上の樹上を好むが、イル・デ・パンでは低所にも生息する。樹上棲。
食性は動物食の強い雑食で、昆虫、トカゲ、果実などを食べる。
繁殖形態は卵生。樹洞や樹皮の下、植物の根元に2個の卵を主に3回に分けて産む。卵は26-28℃の環境下で65-90日で孵化した例がある。

## 人間との関係
ニューカレドニアでは悪魔の使いと見なされて忌み嫌われている。
ニューカレドニアは野生動物の輸出を禁止しているため、研究用に海外に持ち出された個体に由来する飼育下繁殖個体のみが流通する。入手はやや困難である。食餌に関しては人工飼料や果物を好むため、基本的にはツギオミカドヤモリの食餌に準ずる。

### 書籍
- 海老沼剛『爬虫・両生類ビジュアルガイド トカゲ2 ヤモリ上科&スキンク上科』誠文堂新光社、2004年、51頁。
- 海老沼剛 著、川添宣広 編『ゲッコーとその仲間たち』誠文堂新光社〈見て楽しめる爬虫類・両生類フォトガイドシリーズ〉、2014年2月20日、80頁。ISBN 978-4-416-61470-9。
- 冨水明『新版 可愛いヤモリと暮らす本 レオパ&クレス』エムピージェー〈アクアライフの本〉、2010年2月13日、59頁。ISBN 978-4-904837-00-9。

### 雑誌記事
- 江藤勝康「世界のヤモリを楽しむ ミカドヤモリ」『クリーパー』第35巻、クリーパー社、136, 139-140, 148頁、2006年。